# Box-office France 2002
Cet article traite du box-office cinéma de 2002 en France.

## Les films à plus d'un million d'entrées
| Rang | Titre                                        | Pays | Réalisateur                                 | Entrées    | Semaines     |
| ---- | -------------------------------------------- | ---- | ------------------------------------------- | ---------- | ------------ |
| 1.   | Astérix et Obélix : Mission Cléopâtre        |      | Alain Chabat                                | 14 559 509 | 31 sem (fin) |
| 2.   | Harry Potter et la Chambre des secrets       |      | Chris Columbus                              | 9 144 701  | 20 sem (fin) |
| 3.   | Le Seigneur des anneaux : Les Deux Tours     |      | Peter Jackson                               | 6 981 252  | 23 sem (fin) |
| 4.   | Spider-Man                                   |      | Sam Raimi                                   | 6 459 120  | 27 sem (fin) |
| 5.   | Star Wars, épisode II : L'Attaque des clones |      | George Lucas                                | 5 713 593  | 28 sem (fin) |
| 6.   | Men in Black II                              |      | Barry Sonnenfeld                            | 4 707 082  | 16 sem (fin) |
| 7.   | Ocean's Eleven                               |      | Steven Soderbergh                           | 4 658 537  | 32 sem (fin) |
| 8.   | Meurs un autre jour                          |      | Lee Tamahori                                | 4 015 654  | 12 sem (fin) |
| 9.   | 8 Femmes                                     |      | François Ozon                               | 3 711 394  | 43 sem (fin) |
| 10.  | Minority Report                              |      | Steven Spielberg                            | 3 709 488  | 18 sem (fin) |
| 11.  | Monstres et Cie                              |      | Pete Docter / Lee Unkrich / David Silverman | 3 525 505  | 36 sem (fin) |
| 12.  | Le Boulet                                    |      | Alain Berberian / Frédéric Forestier        | 3 159 591  | 12 sem (fin) |
| 13.  | L'Âge de glace                               |      | Chris Wedge / Carlos Saldanha               | 3 029 752  | 43 sem (fin) |
| 14.  | La Planète au trésor, un nouvel univers      |      | John Musker / Ron Clements                  | 2 976 097  | 32 sem (fin) |
| 15.  | L'Auberge espagnole                          |      | Cédric Klapisch                             | 2 971 899  | 91 sem (fin) |
| 16.  | Scooby-Doo                                   |      | Raja Gosnell                                | 2 294 365  | 20 sem (fin) |
| 17.  | Parle avec elle                              |      | Pedro Almodóvar                             | 2 157 752  | 87 sem (fin) |
| 18.  | Signes                                       |      | M. Night Shyamalan                          | 2 059 812  | 8 sem (fin)  |
| 19.  | Stuart Little 2                              |      | Rob Minkoff                                 | 2 001 151  | 19 sem (fin) |
| 20.  | Monsieur Batignole                           |      | Gérard Jugnot                               | 1 773 472  | 24 sem (fin) |
| 21.  | Être et avoir                                |      | Nicolas Philibert                           | 1 638 974  | 44 sem (fin) |
| 22.  | Peter Pan 2 : Retour au Pays imaginaire      |      | Robin Budd / Donovan Cook                   | 1 612 860  | 52 sem (fin) |
| 23.  | Le Pianiste                                  |      | Roman Polanski                              | 1 594 548  | 53 sem (fin) |
| 24.  | Embrassez qui vous voudrez                   |      | Michel Blanc                                | 1 528 784  | 17 sem (fin) |
| 25.  | Spy Game : Jeu d'espions                     |      | Tony Scott                                  | 1 481 402  | 17 sem (fin) |
| 26.  | Le Raid                                      |      | Djamel Bensalah                             | 1 456 267  | 7 sem (fin)  |
| 27.  | Le Voyage de Chihiro                         |      | Hayao Miyazaki                              | 1 436 845  | 45 sem (fin) |
| 28.  | Dragon rouge                                 |      | Brett Ratner                                | 1 436 513  | 7 sem (fin)  |
| 29.  | Panic Room                                   |      | David Fincher                               | 1 324 402  | 11 sem (fin) |
| 30.  | Amen.                                        |      | Costa-Gavras                                | 1 319 719  | 33 sem (fin) |
| 31.  | Lilo & Stitch                                |      | Chris Sanders / Dean DeBlois                | 1 317 985  | 48 sem (fin) |
| 32.  | xXx                                          |      | Rob Cohen                                   | 1 295 657  | 6 sem (fin)  |
| 33.  | 3 Zéros                                      |      | Fabien Onteniente                           | 1 271 238  | 9 sem (fin)  |
| 34.  | Blade 2                                      |      | Guillermo del Toro                          | 1 238 432  | 11 sem (fin) |
| 35.  | 40 jours et 40 nuits                         |      | Michael Lehmann                             | 1 206 180  | 6 sem (fin)  |
| 36.  | Spirit, l'étalon des plaines                 |      | Kelly Asbury / Lorna Cook                   | 1 176 213  | 36 sem (fin) |
| 37.  | Vanilla Sky                                  |      | Cameron Crowe                               | 1 175 666  | 9 sem (fin)  |
| 38.  | Ah ! si j'étais riche                        |      | Michel Munz / Gérard Bitton                 | 1 142 152  | 17 sem (fin) |
| 39.  | Le Papillon                                  |      | Philippe Muyl                               | 1 138 828  | 18 sem (fin) |
| 40.  | Resident Evil                                |      | Paul W. S. Anderson                         | 1 105 943  | 18 sem (fin) |
| 41.  | Décalage horaire                             |      | Danièle Thompson                            | 1 069 417  | 11 sem (fin) |
| 42.  | L'Adversaire                                 |      | Nicole Garcia                               | 1 061 952  | 15 sem (fin) |
| 43.  | Ali                                          |      | Michael Mann                                | 1 035 360  | 11 sem (fin) |
| 44.  | Bowling for Columbine                        |      | Michael Moore                               | 1 010 830  | 69 sem (fin) |

Par pays d'origine des films (Pays producteur principal)
- États-Unis : 22 films
- France : 14 films
- Royaume-Uni : 3 films
- Allemagne : 2 films
- Espagne : 1 film
- Japon : 1 film
- Nouvelle-Zélande : 1 film
- Total : 44 films

## Box-office par semaine
| #  | Semaine                           | Film no 1                                           | Pays              | Entrées           |
| -- | --------------------------------- | --------------------------------------------------- | ----------------- | ----------------- |
| 1  | 2 janvier au 8 janvier 2002       | Le Seigneur des anneaux : La Communauté de l'anneau |                   | 1 161 104 entrées |
| 2  | 9 janvier au 15 janvier 2002      | Spy Game : Jeu d'espions                            |                   | 545 164 entrées   |
| 3  | 16 janvier au 22 janvier 2002     | Spy Game : Jeu d'espions                            | 374 474 entrées   |                   |
| 4  | 23 janvier au 29 janvier 2002     | Vanilla Sky                                         |                   | 603 725 entrées   |
| 5  | 30 janvier au 5 février 2002      | Astérix et Obélix : Mission Cléopâtre               |                   | 3 685 097 entrées |
| 6  | 6 février au 12 février 2002      | Astérix et Obélix : Mission Cléopâtre               | 3 208 512 entrées |                   |
| 7  | 13 février au 19 février 2002     | Astérix et Obélix : Mission Cléopâtre               | 2 709 508 entrées |                   |
| 8  | 20 février au 26 février 2002     | Astérix et Obélix : Mission Cléopâtre               | 1 821 029 entrées |                   |
| 9  | 27 février au 5 mars 2002         | Astérix et Obélix : Mission Cléopâtre               | 990 196 entrées   |                   |
| 10 | 6 mars au 12 mars 2002            | Astérix et Obélix : Mission Cléopâtre               | 488 442 entrées   |                   |
| 11 | 13 mars au 19 mars 2002           | Astérix et Obélix : Mission Cléopâtre               | 478 868 entrées   |                   |
| 12 | 20 mars au 26 mars 2002           | Monstres et Cie                                     |                   | 777 943 entrées   |
| 13 | 27 mars au 2 avril 2002           | Le Raid                                             |                   | 635 051 entrées   |
| 14 | 3 avril au 9 avril 2002           | Monstres et Cie                                     |                   | 638 968 entrées   |
| 15 | 10 avril au 16 avril 2002         | Le Boulet                                           |                   | 1 423 290 entrées |
| 16 | 17 avril au 23 avril 2002         | Le Boulet                                           | 704 155 entrées   |                   |
| 17 | 24 avril au 30 avril 2002         | 3 Zéros                                             |                   | 509 201 entrées   |
| 18 | 1er mai au 7 mai 2002             | Panic Room                                          |                   | 319 536 entrées   |
| 19 | 8 mai au 14 mai 2002              | Riders                                              |                   | 380 739 entrées   |
| 20 | 15 mai au 21 mai 2002             | Star Wars, épisode II : L'Attaque des clones        |                   | 2 002 398 entrées |
| 21 | 22 mai au 28 mai 2002             | Star Wars, épisode II : L'Attaque des clones        | 1 368 194 entrées |                   |
| 22 | 29 mai au 4 juin 2002             | Star Wars, épisode II : L'Attaque des clones        | 740 915 entrées   |                   |
| 23 | 5 juin au 11 juin 2002            | Star Wars, épisode II : L'Attaque des clones        | 655 423 entrées   |                   |
| 24 | 12 juin au 18 juin 2002           | Spider-Man                                          | 1 903 136 entrées |                   |
| 25 | 19 juin au 25 juin 2002           | Spider-Man                                          | 1 370 637 entrées |                   |
| 26 | 26 juin au 2 juillet 2002         | Spider-Man                                          | 837 986 entrées   |                   |
| 27 | 3 juillet au 9 juillet 2002       | Spider-Man                                          | 680 802 entrées   |                   |
| 28 | 10 juillet au 16 juillet 2002     | Scooby-Doo                                          |                   | 700 363 entrées   |
| 29 | 17 juillet au 23 juillet 2002     | Scooby-Doo                                          | 360 943 entrées   |                   |
| 30 | 24 juillet au 30 juillet 2002     | Scooby-Doo                                          | 308 262 entrées   |                   |
| 31 | 31 juillet au 6 août 2002         | Scooby-Doo                                          | 310 574 entrées   |                   |
| 32 | 7 août au 13 août 2002            | Men in Black II                                     |                   | 2 141 755 entrées |
| 33 | 14 août au 20 août 2002           | Men in Black II                                     | 831 592 entrées   |                   |
| 34 | 21 août au 27 août 2002           | Men in Black II                                     | 705 145 entrées   |                   |
| 35 | 28 août au 3 septembre 2002       | Men in Black II                                     | 447 134 entrées   |                   |
| 36 | 4 septembre au 10 septembre 2002  | L'Adversaire                                        |                   | 274 015 entrées   |
| 37 | 11 septembre au 17 septembre 2002 | Les Sentiers de la perdition                        |                   | 320 872 entrées   |
| 38 | 18 septembre au 24 septembre 2002 | Blanche                                             |                   | 339 377 entrées   |
| 39 | 25 septembre au 1er octobre 2002  | La Mémoire dans la peau                             |                   | 391 761 entrées   |
| 40 | 2 octobre au 8 octobre 2002       | Minority Report                                     |                   | 1 100 206 entrées |
| 41 | 9 octobre au 15 octobre 2002      | Minority Report                                     | 760 668 entrées   |                   |
| 42 | 16 octobre au 22 octobre 2002     | Signes                                              | 718 188 entrées   |                   |
| 43 | 23 octobre au 29 octobre 2002     | Stuart Little 2                                     | 635 508 entrées   |                   |
| 44 | 30 octobre au 5 novembre 2002     | Dragon rouge                                        |                   | 590 869 entrées   |
| 45 | 6 novembre au 12 novembre 2002    | Insomnia                                            |                   | 401 107 entrées   |
| 46 | 13 novembre au 19 novembre 2002   | Une femme de ménage                                 |                   | 277 359 entrées   |
| 47 | 20 novembre au 26 novembre 2002   | Meurs un autre jour                                 |                   | 1 447 434 entrées |
| 48 | 27 novembre au 3 décembre 2002    | Meurs un autre jour                                 | 848 002 entrées   |                   |
| 49 | 4 décembre au 10 décembre 2002    | Harry Potter et la Chambre des secrets              | 2 728 766 entrées |                   |
| 50 | 11 décembre au 17 décembre 2002   | Harry Potter et la Chambre des secrets              | 1 674 775 entrées |                   |
| 51 | 18 décembre au 24 décembre 2002   | Le Seigneur des anneaux : Les Deux Tours            |                   | 2 404 825 entrées |
| 52 | 25 décembre au 31 décembre 2002   | Le Seigneur des anneaux : Les Deux Tours            | 2 091 495 entrées |                   |